# فوزی زمزم
فوزی زمزم (انگلیسی: Fevzi Zemzem؛ زادهٔ ۲۷ ژوئن ۱۹۴۱) بازیکن فوتبال اهل ترکیه است.
از باشگاه‌هایی که در آن بازی کرده‌است می‌توان به باشگاه ورزشی گوزتپه اشاره کرد.
وی همچنین در تیم‌های ملی فوتبال زیر ۲۱ سال ترکیه و ترکیه بازی کرده‌است.